# شریفیه (دامغان)
شریفیه روستایی در دهستان قهاب رستاق بخش امیرآباد شهرستان دامغان استان سمنان ایران است.

## جمعیت
بر پایه سرشماری عمومی نفوس و مسکن در سال ۱۳۹۵ جمعیت این مکان ۱۱۴ نفر (۴۰خانوار) بوده‌است.